# ナッツベリーファーム
ナッツベリーファーム (Knott's Berry Farm)とは、アメリカ合衆国カリフォルニア州ブエナパークにある遊園地の名前であり、またカリフォルニア州プラセンティアのジャムなどを製造する食品メーカーの名前でもある。両者は元々同根であるが、1990年代に創業者のナッツ家が2つに分けて売却したために別の企業として存在している。

## 概要と歴史

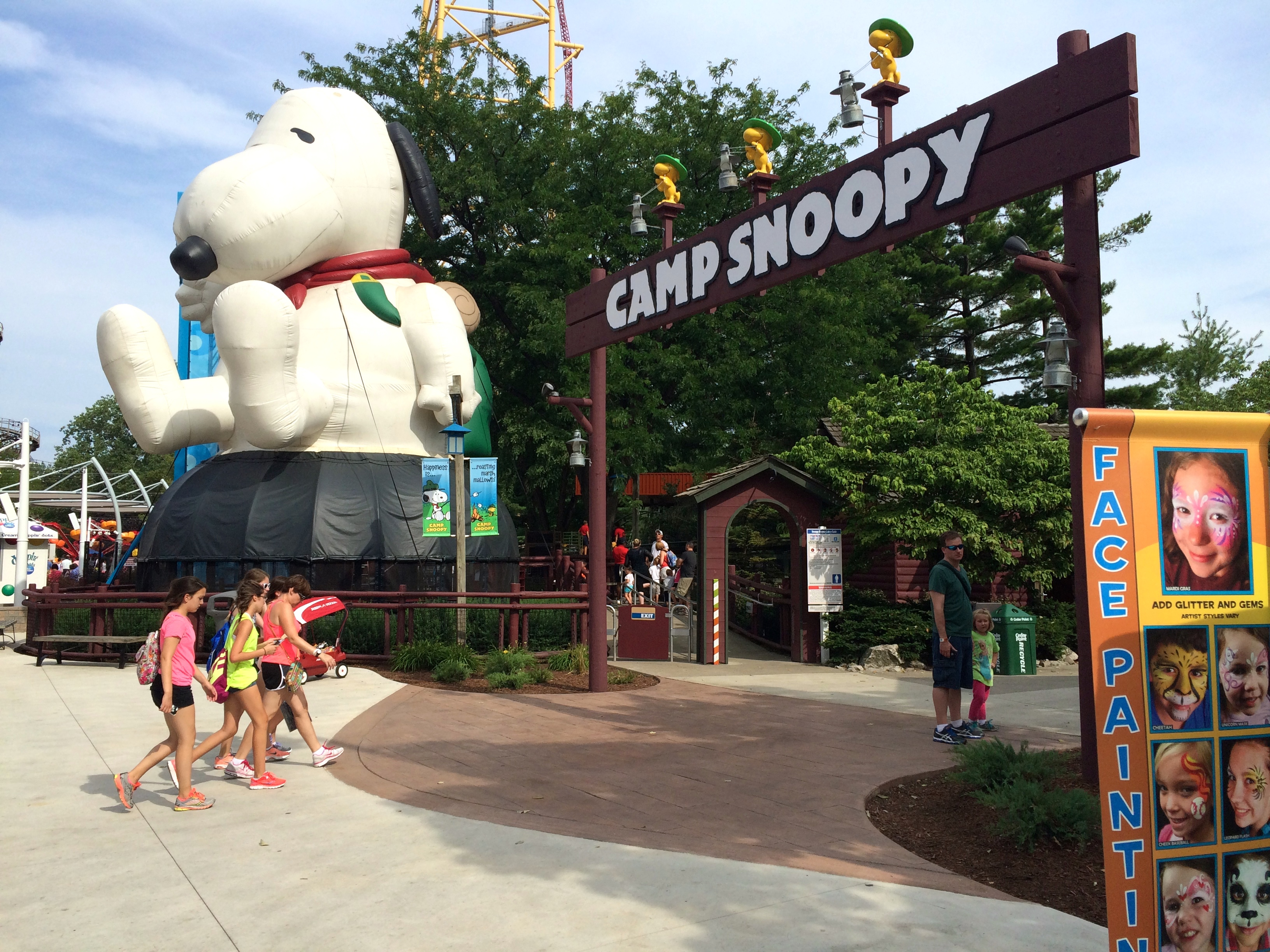
キャンプ・スヌーピー

1920年代に、ブエナパークの州道39号線沿いでウォルター・ナッツがボイセンベリーを販売するスタンドを設けたのがナッツベリーファームの起源である。その後スタンドは人気レストランへと発展し、長蛇の列を作る客の待ち時間にエンターテインメントを提供することを目的としてアトラクションを作っていった。1940年代には、カリフォルニア州カリコ、アリゾナ州プレスコットから本物のゴーストタウンの建物を移設し、園内にリアルなゴーストタウンを建設するに到った。
このような経緯から、ナッツベリーファームの遊園地は現在も名物のレストランやジャムを売る売店が園内にあり、また古い時代のアメリカを彷彿させる独特の雰囲気を保っている。
1983年には、チャールズ・M・シュルツと独占契約を締結し、ピーナッツ (スヌーピー)の公式なホームとなった。園内には同年、12歳以下の子供を対象としたテーマパーク、キャンプ・スヌーピーが設立された。
1995年、ナッツ家は食品部門をネブラスカ州に本社を置くコンアグラ・フーズ社へ売却、1997年には、遊園地をシダー・フェア・エンターテインメント社へ売却し、経営から撤退した。遊園地はシダー・フェアへ移管されてから、ローラーコースターなどを中心とする絶叫マシンへの比重が高くなってきている。
園内の総面積は0.65 km² (160エーカー)である。いくつかのゾーンに分かれており、園内はローラーコースターはもちろん、水上絶叫ボートや人工ビーチなどもある。ライド系のアトラクションは、7つのローラーコースターを含め39を数える。また、同系列のプール遊園地ソークシティーUSAが隣接している。
ナッツベリーファームは、ボーイゼンベリー（Boysenberry - ラズベリー、ブラックベリー、ローガンベリーの3種を掛け合わせたもの）を初めて栽培したことで知られており、今でもボーイゼンベリーのジャム、パイはここの名物である。ナッツのレストランは、ボイゼンベリー・パイの他チキンの料理が名物として知られている。

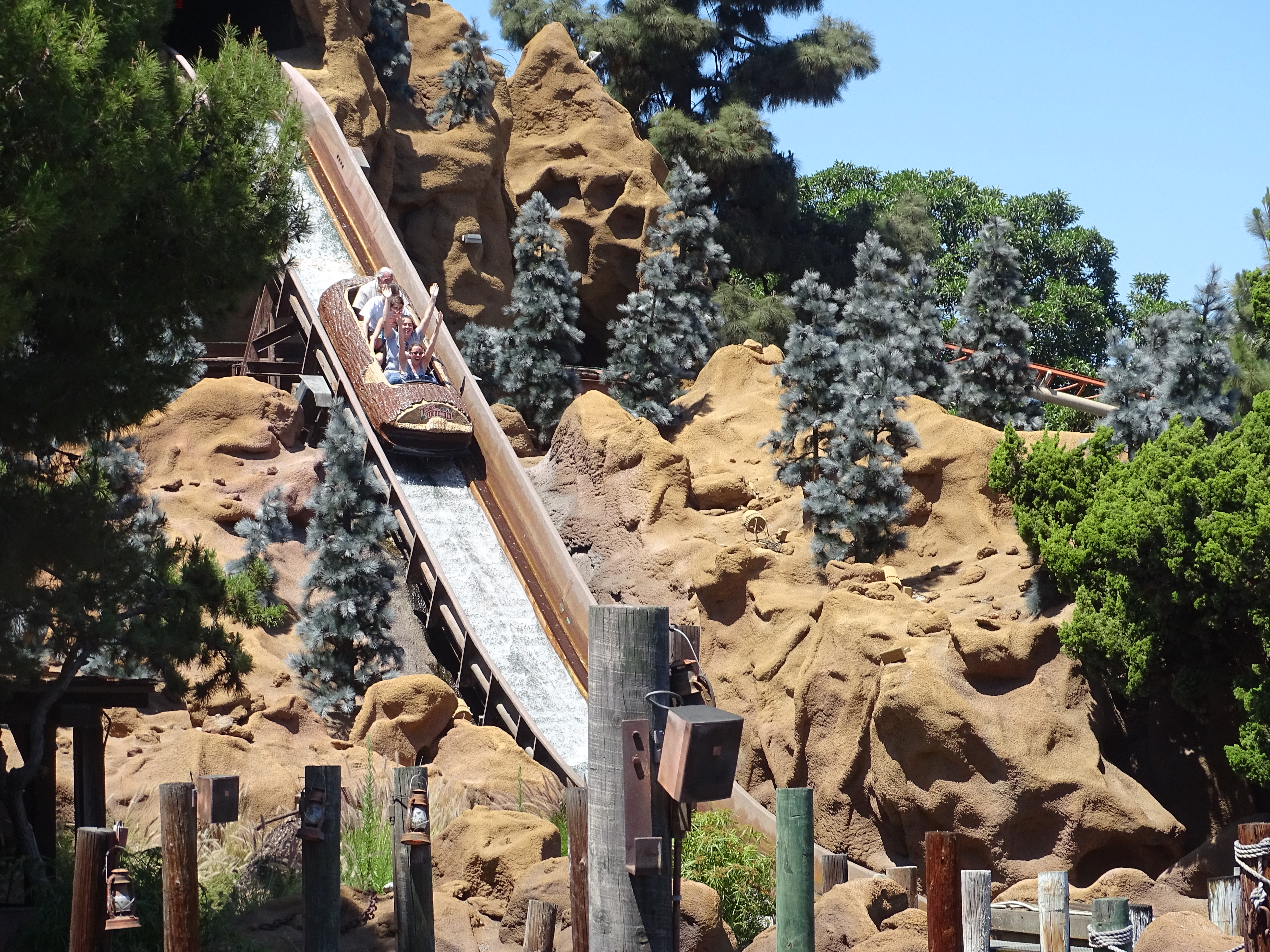
ティンバー・マウンテン・ログ・ライドは最も人気のアトラクション